# Quorum sensing
I sin enklaste form är quorum sensing bakteriers sätt att kommunicera. Det beskriver förmågan för vissa bakterier att uppvisa ett samordnat beteende vid en särskild populationsdensitet. Dessa bakterier förlitar sig på produktionen, ackumulationen och påföljande reaktion av diffunderbara signalmolekyler. Dessa signalmolekyler ackumuleras i miljöer som kan upprätthålla en tillräckligt hög population, eller kvorum, av det signalproducerande bakterierna. När signalmolekylernas koncentration når en kritisk nivå inom quorum-sensing bakteriernas population svarar de genom uttryck av specifika målgener. Målgenerna bidrar i nästa steg till produktionen av biofilm där  bakterierna kan leva samordnat och skyddat. Plack är ett exempel på biofilm.

## Quorum sensing i fyra steg
1. Produktion av små biokemiska signalmolekyler.
2. Utsöndring av signalmolekylerna till omgivningen, antingen aktivt eller passivt.
3. Detektion av signalmolekylerna med hjälp av specifika receptorer. Så fort koncentrationen överstiger en viss nivå leder det till
4. Ändring i genreglering. En vanlig följd av quorum sensing är ökad syntes av proteinerna involverade i signalmolekylproduktionen. Ökad syntes av signalmolekylerna skapar en positiv återkoppling, vilket förklarar varför quorum signals ofta är kallade autoinducers.[1]

### Gramnegativa och grampositiva bakterier
Gramnegativa och grampositiva bakterier använder sig av quorum sensing för att reglera en mängd olika fysiologiska aktiviteter. Dessa processer inkluderar symbios, virulens, transformation, konjunktion, motilitet och bildning av biofilm. Den vanligaste använda signalmolekylen hos gramnegativa bakterier är antingen (i) acyl-homoserin-lakton (acyl-HSLs) som syntetiseras av LuxI eller LuxM enzym. (ii) autoinducer-2 (AI-2), furanosyl borat diester syntetiserad av LuxS enzymet. Grampositiva bakterier använder sig istället av oligopeptider.

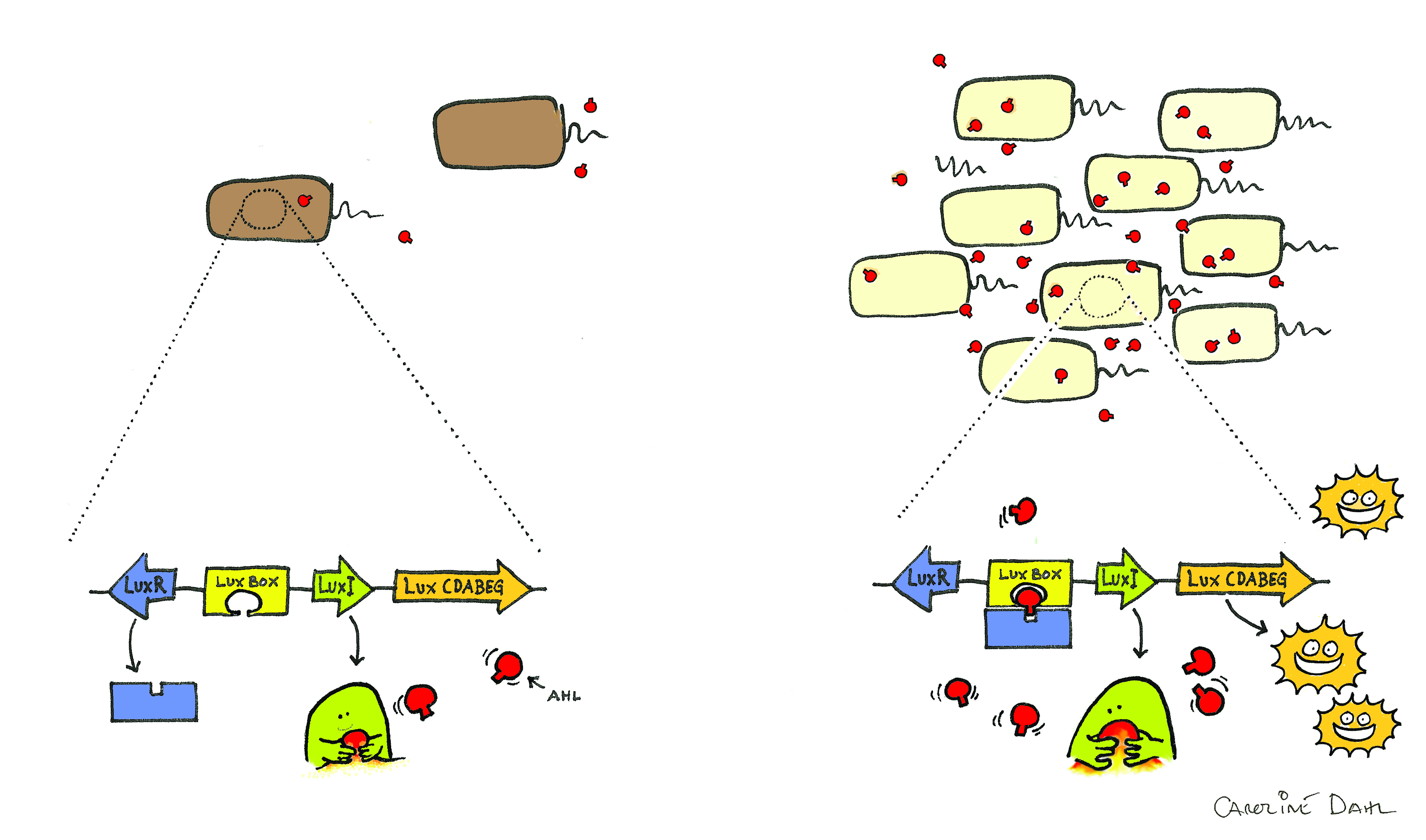
Modell för quorum sensing i V. fischeri. LuxI producerar azyl homoserin lakton (AHL) vilket gör det möjligt för LuxR att binda till 'lunch lådan'. Däremot behövs en hög koncentration AHL för LuxR-Lux box bindande. LuxR-Lux box aktiverar luciferasa gener (luxICDABEG), vilket resulterar till att bioluminiscerande molekyler samt mer AHL bildas.

## Vibrio fischeri
Ett exempel på symbios med hjälp av quorum sensing är symbiosen mellan den bioluminiscerande marina bakterien Vibrio fischeri och den hawaiianska sepiolida bläckfisken Euprymna scolopes. Bakterien lever i bläckfiskens ljusorgan och när den bakteriella populationen överstiger celldensitetens tröskelvärde är signalmolekylernas koncentration tillräckligt hög för att sätta igång genreglering, antingen genom att interagera med de transkriptionella regulatorerna, eller indirekt genom aktivering av signaltransduktion, vilket resulterar till att bakterierna börjar lysa. Bläckfisken är aktiv på natten och utnyttjar därmed detta för att eliminera dess egen skugga genom att belysa havsbottnen under sig.

### Lux-systemet i Vibrio fischeri
Lux-systemet var först beskrivet i V. fischeri som den huvudsakliga processen som reglerar bioluminiscerandet. Uttryckandet av lux gener, luxICDABEG, i V. fischeri regleras med hjälp av LuxI:s syntes av N-3-oxo-hexanoyl hemoserin lakton (3-oxo-C6-HSL) och den följande bindningen till det transkriptionella aktivatorproteinet LuxR. LuxR-acyl-HSL-komplexet interagerar med lux-promotorn och inducerar transkriptionen för luxICDABEG locus. 

## Interart-kommunikation
Bakterier använder sig av quorum sensing för kommunikation både inom och mellan arter. De har enzymer som producerar både artspecifika och icke artspecifika autoinducers.  Acyl-HSLs som används för intraart-kommunikation skiljer sig inte så mycket från art till art, det är oftast bara R-gruppen som skiljer sig. Autoinducern som används interart är däremot en liten fem-kol molekyl som är universell för alla arter.

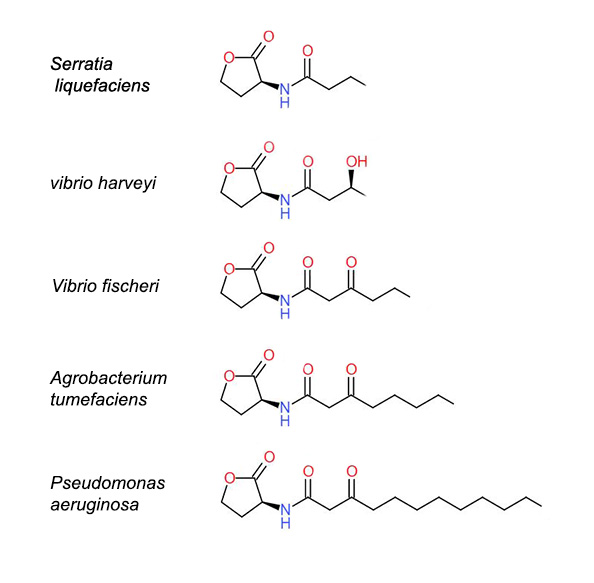
Olika bakteriers signalmolekyler för intraart kommunikation. Notera att det endast är R-gruppen på acyl hemoserin lakton som förändras.S

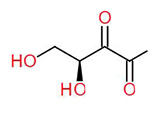
En universell signalmolekyl för interart kommunikation

## Populationen spelar stor roll
Detektionen av en tillräckligt hög koncentration autoinducer leder till en ändring i genuttryck. Detta innebär att bakterier kan agera annorlunda när de är ensamma jämfört med när de ingår i en koloni. Dessutom tillåter kommunikation via quorum sensing bakterierna att koordinera genuttryck för hela kolonin, och därmed bete sig som en multicellulär organism.

### Exempel
Pseudomonas aeruginosa som kan orsaka pneumoni och sepsis använder quorum sensing till att reglera sjukdomsmekanismer. När bakterierna förblir i relativt små populationer är de ofarliga. Det är inte förrän bakteriernas population är tillräckligt stor som värdens försvar blir överväldigat av aktiveringen av gener som reglerar biofilm-formationen och virulens.  Genom att på något sätt förhindra bakterierna från att känna av de andra bakteriernas närvaro kan man förhindra utbrytandet av sjukdomar orsakade av bakterier

## Inhibitor
En potentiell inhibitor till quorum sensing i P. aeruginosa PA01 är koffein. Det är verifierat att koffein inte bryter ner AHLs, utan istället inhibiterar dess produktion. 